# Tom O'Horgan
 (juin 2018).
Si vous disposez d'ouvrages ou d'articles de référence ou si vous connaissez des sites web de qualité traitant du thème abordé ici, merci de compléter l'article en donnant les références utiles à sa vérifiabilité et en les liant à la section « Notes et références ».
Tom O'Horgan, né le 3 mai 1924 à Chicago et mort le 11 janvier 2009 à Venice, est un metteur en scène, compositeur, réalisateur, acteur et musicien américain.
Il est surtout connu pour son travail à Broadway en tant que directeur des comédies musicales à succès Hair et Jesus Christ Superstar, mais aussi pour son travail de metteur en scène sur le spectacle Starmania, au Palais des Congrès (Paris) en avril 1979. Au cours de sa carrière, il a cherché à obtenir une forme de « théâtre total » décrite par le New York Times comme « spirituellement physique » et qui lui a valu une réputation de « Busby Berkeley de l'ensemble acide ».

## Biographie
Né à Chicago dans l'Illinois, O'Horgan a été introduit au théâtre par son père, propriétaire d'un journal et parfois acteur, qui l'a emmené à des spectacles et lui a construit des feux de rampe et une éolienne. Enfant, il a chanté dans les églises et a écrit des opéras, dont celui intitulé Doom of the Earth à l'âge de 12 ans.
O'Horgan a obtenu son diplôme de l'Université DePaul où il a appris à jouer des douzaines d'instruments de musique. Après ses études, il a travaillé à Chicago comme harpiste.
Sa carrière au théâtre est surtout liée au théâtre expérimental Off-Off-Broadway, dont Love and Vexations, sa première mise en scène, présentée au Caffe Cino en septembre 1963. L'année suivante, il monte Les Bonnes de Jean Genêt pour la troupe du La MaMa Experimental Theatre Club, où il signera une cinquantaine de mises en scène, dont celles des premières pièces de Sam Shepard et Lanford Wilson, ainsi que de L'Architecte et l'Empereur d'Assyrie de Fernando Arrabal.
Il attire bientôt l'attention des producteurs de Broadway, où il fait ses débuts en 1968 avec la comédie musicale Hair, qui fait scandale (il s'agit de la première pièce sur Broadway où des comédiens sont nus sur scène) et devient également la pièce de référence pour les mouvements d'opposition à la guerre du Viêt Nam. La production tient l'affiche pendant plus de quatre ans et 1,750 représentations.
En novembre 1974, Off-Broadway, pour le Beacon Theatre, il conçoit pour la scène une adaptation de Sgt. Pepper's Lonely Hearts Club Band, le célèbre album des Beatles, sous le titre Sgt. Pepper's Lonely Hearts Club Band on the Road, mais la production ne rencontre aucun succès.